# Cratere Mansa
Mansa  è un cratere sulla superficie di Venere.